# Maurice Gamelin
Maurice Gustave Gamelin (20 de setembre de 1872 - 18 d'abril de 1958) va ser un general francès. Se'l recorda pel seu desastrós comandament (fins al 17 de maig de 1940) de l'exèrcit francès durant la batalla de França a la Segona Guerra Mundial i la seva ferma defensa dels valors republicans.
Comandant en cap de les forces armades franceses a l'inici de la Segona Guerra Mundial, Gamelin era vist com un home amb una capacitat intel·lectual significativa. Era respectat, fins i tot a Alemanya, per la seva intel·ligència i "ment subtil", encara que alguns generals alemanys el consideraven rígid i previsible. Malgrat això, i el seu servei competent durant la Primera Guerra Mundial, el seu comandament dels exèrcits francesos durant els dies crítics de maig de 1940 va resultar desastrós. L'historiador i periodista William L. Shirer va presentar l'opinió que Gamelin va utilitzar els mètodes de la Primera Guerra Mundial per combatre la Segona Guerra Mundial, però amb menys vigor i una resposta més lenta.
Gamelin va servir amb distinció sota Joseph Joffre a la Primera Guerra Mundial. Sovint se li atribueix l'encarregat de dissenyar l'esquema del contraatac francès el 1914 que va portar a la victòria durant la Primera Batalla del Marne. L'any 1933 Gamelin va arribar al comandament de l'exèrcit francès i va supervisar un programa de modernització i mecanització, inclosa la finalització de les defenses de la línia Maginot.
Édouard Daladier va donar suport a Gamelin al llarg de la seva carrera, a causa de la negativa de Gamelin a permetre que la política tingués un paper en la planificació i promoció militar, i el seu compromís amb el model republicà de govern; això no era una qüestió trivial en un moment en què els comunistes d'esquerra i els reialistes i els feixistes de la dreta defensaven obertament el canvi de règim a França.

## Paper en la Segona Guerra Mundial
Quan es va declarar la guerra el 1939, Gamelin era el comandant en cap de França, amb el seu quarter general al Château de Vincennes, una instal·lació completament desproveïda de connexió telefònica o electrònica amb els seus comandants en el camp: un descuit massiu davant de la Wehrmacht. posteriors tàctiques ràpides i flexibles de "Blitzkrieg". França va veure poca acció durant la guerra falsa, a part d'unes poques divisions franceses que van travessar la frontera alemanya a l'ofensiva del Sarre, que van avançar només 8 km (5,0 milles). Es van aturar fins i tot abans d'arribar a la Línia Siegfried inacabada d'Alemanya. Segons el general Siegfried Westphal, un oficial alemany del front occidental, si França hagués atacat el setembre de 1939, les forces alemanyes no haurien pogut aguantar més d'una o dues setmanes. Gamelin va ordenar que les seves tropes tornessin darrere de la Línia Maginot, però només després de dir-li a l'aliat de França, Polònia, que França havia trencat la Línia Siegfried i que l'ajuda estava en camí . Abans de la guerra, havia esperat que l'exèrcit polonès resistís contra Alemanya durant sis mesos. L'estratègia a llarg termini de Gamelin va ser esperar fins que França s'hagués rearmat completament i que els britanics i francesos ampliessin les seves forces, tot i que això suposaria esperar fins al 1941 . Va prohibir qualsevol bombardeig de les zones industrials del Ruhr, per si els alemanys prenguessin represàlies. La mobilització francesa havia convocat molts treballadors essencials, la qual cosa va alterar les indústries franceses vitals durant les primeres setmanes de campanya.

## Despres de la caiguda de França
Gamelin va ser precedit i succeït com a General d'armée per Maxime Weygand. El règim de Vichy va jutjar Gamelin per traïció juntament amb altres personatges polítics i militars importants de la Tercera República (Édouard Daladier, Guy La Chambre, Léon Blum i Robert Jacomet) en el judici de Riom. Gamelin es va negar a respondre els càrrecs contra ell, en lloc d'haver guardat el silenci, i tot el procediment es va col·lapsar. Empresonat pel règim de Vichy al Fort du Portalet als Pirineus, més tard va ser deportat pels alemanys al castell d'Itter al Tirol del Nord amb alguns altres alts funcionaris francesos. Va ser alliberat del castell després de la batalla pel castell d'Itter. Després de la guerra, va publicar les seves memòries, titulades Servir (que significa "servir").
Gamelin va morir a París l'abril de 1958 als 85 anys.